# L'informatiu
L'informatiu és el programa informatiu en català de Televisió Espanyola. Va començar a emetre's el 15 de juny de 1975 en castellà i sota el nom de Miramar, però el 3 d'octubre de 1977 es va realitzar íntegrament en català, sent el primer informatiu televisat en aquest idioma.
El 2 d'octubre de 1978, amb un canvi de programació del circuit català de TVE, el programa canvia de nom a Crònica i, al cap de poc, es crea una segona edició al segon canal anomenat Crònica 2. L'estiu de 1981 desapareix l'edició nocturna i torna a canviar el nom per Migdia, tot i que aquell octubre va recuperar el nom de Miramar. Finalment, el 21 de gener de 1986 es varen ajuntar els programes Miramar i Comarques (programa de notícies i reportatges comarcals) sota el nom de L'informatiu, noms que s'ha mantingut des de llavors.
L'informatiu va arribar a tenir quatre edicions (L'informatiu matí, L'informatiu migdia, L'informatiu vespre i L'informatiu cap de setmana), però la del vespre va desaparèixer com a tal el 23 de setembre de 2013, quan es va incloure dins del programa Vespre a La 2. Des del 24 de setembre de 2012 s'emet un butlletí a les 15:55 a La 1, després de la primera edició del Telediario.
Des de finals de setembre de 2020 l'edició de dilluns a divendres de 13:55 a 14:10 s'emet a La 1. I s'emet una segona vegada a les 14:15 fins a les 14:30 a La 2